# Elecciones municipales del Callao de 2014
Las elecciones municipales del Callao de 2014 se llevaron a cabo el 5 de octubre de 2014 para elegir al alcalde y al Concejo Provincial del Callao. La elección se celebró simultáneamente con elecciones regionales y municipales (provinciales y distritales) en todo el Perú.

## Sistema electoral
La Municipalidad Provincial del Callao es el órgano administrativo y de gobierno de la Provincia Constitucional del Callao. Está compuesta por el alcalde y el Concejo Provincial.
La votación del alcalde y el concejo se realiza en base al sufragio universal, que comprende a todos los ciudadanos nacionales y no nacionales mayores de dieciocho años, empadronados y residentes en la provincia del Callao y en pleno goce de sus derechos políticos.
El Concejo Provincial del Callao está compuesto por 15 regidores elegidos por sufragio directo para un período de cuatro (4) años, en forma conjunta con la elección del alcalde (quien lo preside). La votación es por lista cerrada y bloqueada. Se asigna a la lista ganadora los escaños según el método d'Hondt o la mitad más uno, lo que más le favorezca.

## Composición del Concejo Provincial del Callao
La siguiente tabla muestra la composición del Concejo Provincial del Callao antes de las elecciones.
| Partidos | Partidos                                 | Regidores |
| -------- | ---------------------------------------- | --------- |
|          | Movimiento Independiente Chim Pum Callao | 9         |
|          | MAR Callao                               | 4         |
|          | Mi Callao                                | 2         |

## Partidos y candidatos
A continuación se muestra una lista de los principales partidos y alianzas electorales que participaron en las elecciones:
| Candidatura | Candidatura     | Partidos y alianzas | Candidatos | Candidatos                  | Ideología                                                          | Resultado previo | Resultado previo | Ref. |
| Candidatura | Candidatura     | Partidos y alianzas | Candidatos | Candidatos                  | Ideología                                                          | Votos (%)        | Reg.             | Ref. |
| ----------- | --------------- | --- | ---------- | --------------------------- | ------------------------------------------------------------------ | ---------------- | ---------------- | ---- |
|             | Chim Pum Callao | Lista - Chimpum Callao (Chim Pum Callao–VP) – Movimiento Independiente Chim Pum Callao (Chim Pum Callao) – Vamos Perú (VP) |            | Juan Sotomayor García       | Regionalismo chalaco                                               | 47.07%           | 9                |      |
|             | MAR Callao      | Lista - Movimiento Amplio Regional Callao (MAR Callao)                                                                     |            | Luis Agurto Peña            | Regionalismo chalaco                                               | 22.93%           | 4                |      |
|             | PPC             | Lista - Partido Popular Cristiano (PPC)                                                                                    |            | Armando Espichan Gutiérrez  | Democracia cristiana Conservadurismo social Liberalismo económico  | 22.93%           | 4                |      |
|             | Mi Callao       | Lista - Mi Callao (Mi Callao)                                                                                              |            | Renzo Ramírez Nieves        | Regionalismo chalaco                                               | 10.86%           | 2                |      |
|             | FA–DD           | Lista - Frente Amplio por la Democracia del Callao (FA–DD) – Frente Amplio (FA) – Democracia Directa (DD)                  |            | Luis Luzuriaga Garibotto    | Socialismo democrático Nacionalismo de izquierda Ecologismo        | 2.84%            | 0                |      |
|             | PP–PHP          | Lista - Puerto Callao (PP–PHP) – Perú Posible (PP) – Partido Humanista Peruano (PHP)                                       |            | Fernando García Huby        | Socioliberalismo Humanismo Tercera vía                             | 2.73%            | 0                |      |
|             | ADUANEC         | Lista - ADUANEC (ADUANEC)                                                                                                  |            | Miguel Monteverde Gosdinski | Regionalismo chalaco                                               | 2.39%            | 0                |      |
|             | SP              | Lista - Somos Perú (SP) |            | Julio Muñoz Sánchez         | Democracia cristiana Conservadurismo social                        | 1.13%            | 0                |      |
|             | AP              | Lista - Acción Popular (AP)                                                                                                |            | José Sosa Dulanto Badiola   | Partido atrapalotodo                                               | 0.84%            | 0                |      |
|             | APP             | Lista - Alianza para el Progreso (APP)                                                                                     |            | Sandro Palma Basile         | Liberalismo económico Conservadurismo liberal Populismo de derecha | 0.65%            | 0                |      |
|             | FP              | Lista - Fuerza Popular (FP)                                                                                                |            | César Reyna Barrios         | Fujimorismo Conservadurismo social Populismo de derecha            | Nuevo            | Nuevo            |      |
|             | PPS             | Lista - Perú Patria Segura (PPS)                                                                                           |            | Raúl Calle Peña             | Conservadurismo liberal Liberalismo económico                      | Nuevo            | Nuevo            |      |
|             | Por Ti Callao   | Lista - Por Ti Callao (Por Ti Callao)                                                                                      |            | Pedro López Barrios         | Regionalismo chalaco                                               | Nuevo            | Nuevo            |      |
|             | UDC             | Lista - Movimiento Independiente Regional Unidad Democrática Chalaca (UDC)                                                 |            | Janet Sánchez Alva          | Regionalismo chalaco                                               | Nuevo            | Nuevo            |      |

## Sondeos de opinión
Las siguientes tablas enumeran las estimaciones de la intención de voto en orden cronológico inverso, mostrando las más recientes primero y utilizando las fechas en las que se realizó el trabajo de campo de la encuesta. Cuando se desconocen las fechas del trabajo de campo, se proporciona la fecha de publicación.
Leyenda:
     Sondeo realizado en el periodo de prohibición legal de la difusión de sondeos de intención de voto.

### Intención de voto
La siguiente tabla enumera las estimaciones ponderadas (sin incluir votos en blanco y nulos) de la intención de voto.
|                                |            |   |      |      |      |     |     |      |  |  |  |  |  |
| Elecciones municipales de 2014 | 5 oct 2014 | — | 39.3 | 17.6 | 10.7 | 8.3 | 4.8 | 21.7 |  |  |  |  |  |
|                                |            |   |      |      |      |     |     |      |  |  |  |  |  |
| Ipsos Perú/América             | 5 oct 2014 | ? | 46.0 | 11.2 | 10.4 | –   | –   | 34.8 |  |  |  |  |  |

## Resultados

### Sumario general
| |                                                                    |              |              |              |           |           |  |  |
| Partidos y coaliciones | Partidos y coaliciones                                             | Voto popular | Voto popular | Voto popular | Regidores | Regidores |  |  |
| Partidos y coaliciones | Partidos y coaliciones                                             | Votos        | %            | ±pp          | Total     | +/−       |  |  |
| | Chim Pum Callao (Chim Pum Callao–VP)1                              | 201,372      | 39.30        | –7.77        | 9         | ±0        |  |  |
| | Por Ti Callao (Por Ti Callao)                                      | 90,248       | 17.61        | Nuevo        | 3         | +3        |  |  |
| | Acción Popular (AP)                                                | 54,725       | 10.68        | +9.84        | 2         | +2        |  |  |
| | Fuerza Popular (FP)                                                | 42,313       | 8.26         | Nuevo        | 1         | +1        |  |  |
| | Mi Callao (Mi Callao)                                              | 24,709       | 4.82         | –6.04        | 0         | –2        |  |  |
| | Movimiento Amplio Regional Callao (MAR Callao)                     | 18,870       | 3.68         | n/a          | 0         | –4        |  |  |
| | Movimiento Independiente Regional Unidad Democrática Chalaca (UDC) | 17,805       | 3.48         | Nuevo        | 0         | ±0        |  |  |
| | Alianza para el Progreso (APP)                                     | 15,762       | 3.08         | +2.43        | 0         | ±0        |  |  |
| | ADUANEC (ADUANEC)                                                  | 9,835        | 1.92         | –0.47        | 0         | ±0        |  |  |
| | Partido Popular Cristiano (PPC)                                    | 9,569        | 1.87         | n/a          | 0         | ±0        |  |  |
| | Puerto Callao (PP–PHP)2                                            | 8,483        | 1.66         | –1.07        | 0         | ±0        |  |  |
| | Frente Amplio por la Democracia del Callao (FA–DD)3                | 8,010        | 1.56         | –1.28        | 0         | ±0        |  |  |
| | Somos Perú (SP)                                                    | 7,845        | 1.53         | +0.43        | 0         | ±0        |  |  |
| | Perú Patria Segura (PPS)                                           | 2,828        | 0.55         | Nuevo        | 0         | ±0        |  |  |
| |                                                                    |              |              |              |           |           |  |  |
| Total | Total                                                              | 512,374      |              |              | 15        | ±0        |  |  |
| |                                                                    |              |              |              |           |           |  |  |
| Votos válidos | Votos válidos                                                      | 512,374      | 85.17        | –1.10        |           |           |  |  |
| Votos en blanco | Votos en blanco                                                    | 36,555       | 6.08         | +0.71        |           |           |  |  |
| Votos nulos | Votos nulos                                                        | 52,631       | 8.75         | +0.40        |           |           |  |  |
| Votos emitidos | Votos emitidos                                                     | 601,560      | 84.42        | –2.64        |           |           |  |  |
| Abstenciones | Abstenciones                                                       | 111,036      | 15.58        | +2.64        |           |           |  |  |
| Votantes registrados | Votantes registrados                                               | 712,596      |              |              |           |           |  |  |
| |                                                                    |              |              |              |           |           |  |  |
| Fuente: |                                                                    |              |              |              |           |           |  |  |
| Notas al pie: 1 Comparado con los resultados de Movimiento Independiente Chim Pum Callao (Chim Pum Callao) en las elecciones de 2010. 2 Comparado con los resultados de Perú Posible (PP) en las elecciones de 2010. 3 Comparado con los resultados de Fonavistas del Perú (FDP) en las elecciones de 2010. |                                                                    |              |              |              |           |           |  |  |
| Notas al pie: |                                                                    |              |              |              |           |           |  |  |
| 1 Comparado con los resultados de Movimiento Independiente Chim Pum Callao (Chim Pum Callao) en las elecciones de 2010. 2 Comparado con los resultados de Perú Posible (PP) en las elecciones de 2010. 3 Comparado con los resultados de Fonavistas del Perú (FDP) en las elecciones de 2010.               |                                                                    |              |              |              |           |           |  |  |

## Elecciones municipales distritales

### Resultados por distrito
La siguiente tabla enumera el control de los distritos de la provincia del Callao. El cambio de mando de una organización política se resalta del color de ese partido.
| Distrito                   | Alcalde(sa) titular     | Partido político | Partido político | Alcalde(sa) electo(a)     | Partido político | Partido político          |
| -------------------------- | ----------------------- | ---------------- | ---------------- | ------------------------- | ---------------- | ------------------------- |
| Bellavista                 | Iván Rivadeneyra Medina |                  | Chim Pum Callao  | Iván Rivadeneyra Medina   |                  | Chim Pum Callao           |
| Carmen de La Legua-Reynoso | Daniel Lecca Rubio      |                  | ADUANEC          | Raúl Odar Cabrejos        |                  | Chim Pum Callao           |
| La Perla                   | Pedro López Barrios     |                  | Mi Callao        | Patricia Chirinos Venegas |                  | Chim Pum Callao           |
| La Punta                   | Pío Salazar Villarán    |                  | Chim Pum Callao  | José Risi Carrascal       |                  | Partido Popular Cristiano |
| Ventanilla                 | Omar Marcos Arteaga     |                  | Chim Pum Callao  | Omar Marcos Arteaga       |                  | Chim Pum Callao           |